# Ron Lechien
Ron Lechien   (El Cajon, 13 de desembre de 1966) és un antic pilot professional de motocròs nord-americà que va competir als Campionats AMA entre el 1983 i el 1994 i en va guanyar el títol de campió de 125cc el 1985. A escala internacional, va guanyar dos Grans Premis dels Estats Units (concretament, un de 250cc i un de 500cc), un Campionat del Món de motocròs quatre temps i dues edicions del Motocross des Nations com a membre de la selecció nord-americana. El 2019 va ser incorporat a l'AMA Motorcycle Hall of Fame.
Ron Lechien era conegut al món de les curses amb dos malnoms: "The Machine", per la seva manera espectacular i efectiva de pilotar, i "Dogger" ("gosset"), ja fos perquè era molt relaxat o perquè le chien vol dir "el gos" en francès.

## Palmarès

### Títols per any
| Any  | Equip    | Campionat               | Classe |
| ---- | -------- | ----------------------- | ------ |
| 1984 | Honda?   | Campionat del món de 4T | -      |
| 1985 | Honda    | AMA Motocross           | 125cc  |
| 1985 | Honda    | Motocross des Nations   | -      |
|      |          |                         |        |
| 1988 | Kawasaki | Motocross des Nations   | -      |

### Resum
- 1 Campionat AMA de motocròs 125cc
- 2 Motocross des Nations
- 1 Campionat del món de motocròs de 4T